# Liste der Biografien/Pli
Liste der Biografien |
Portal Biografien |
Personensuche
# |
A |
B |
C |
D |
E |
F |
G |
H |
I |
J |
K |
L |
M |
N |
O |
P |
Q |
R |
S |
T |
U |
V |
W |
X |
Y |
Z |
?
 
Pa |
Pc |
Pe |
Pf |
Ph |
Pi |
Pj |
Pk |
Pl |
Pm |
Pn |
Po |
Pr |
Ps |
Pt |
Pu |
Pv |
Pw |
Py
 
Pla |
Ple |
Plh |
Pli |
Plj |
Pll |
Pln |
Plo |
Pls |
Plu |
Ply
Die Liste der Biografien führt alle Personen auf, die in der deutschsprachigen Wikipedia einen Artikel haben. Dieses ist eine Teilliste mit 93 Einträgen von Personen, deren Namen mit den Buchstaben „Pli“ beginnt.

## Pli

### Plia
- Pliakas, Marino (* 1964), griechisch-schweizerischer Musiker
- Pliatsikas, Vasileios (* 1988), griechischer Fußballspieler

### Plib
- Plibersek, Tanya (* 1969), australische Politikerin

### Plic
- Plich, Rainer (* 1940), deutscher Fußballspieler
- Plichota, Anne (* 1968), französische Bibliothekarin und Jugendbuchautorin
- Plichta, Anna (* 1992), polnische Radrennfahrerin
- Plichta, Marcin (* 1984), polnischer Unternehmer
- Plichta, Oskar (1934–2001), namibischer Politiker
- Plichta, Peter (* 1939), deutscher Chemiker und Autor
- Plickat, Hans-Heinrich (1923–1980), deutscher Erziehungswissenschaftler
- Plickat, Jörg (* 1954), deutscher Bildhauer
- Plickert, Philip (* 1979), deutscher Journalist und Hochschullehrer

### Plie
- Pliem, Klemens (* 1961), österreichischer Jazzmusiker (Saxophone, Flöte)
- Plieningen, Johannes von (1454–1506), Generalvikar des Bischofs von Worms und Verfasser der Biographie des Humanisten Agricola
- Plieninger, Felix (1868–1954), deutscher Paläontologe
- Plieninger, Hans (1914–1984), deutscher Chemiker
- Plieninger, Theodor (1756–1840), deutscher Mediziner und Professor an der Hohen Karlsschule in Stuttgart
- Plieninger, Theodor (1795–1879), deutscher Paläontologe und Naturwissenschaftler
- Plieninger, Theodor (1856–1930), deutscher Kaufmann und Manager in der Chemieindustrie
- Plieninger, Tobias (* 1971), deutscher Landnutzungswissenschaftler
- Pliers (* 1963), jamaikanischer Musiker (Sänger)
- Plies (* 1976), US-amerikanischer Gangsta-Rapper
- Plieseis, Maria (1920–2004), österreichische Widerstandskämpferin
- Plieseis, Sepp (1913–1966), österreichischer Widerstandskämpfer im Salzkammergut
- Pliet, Christoph (1962–2025), deutscher Brigadegeneral
- Plietzsch, Eduard (1886–1961), deutscher Kunsthistoriker und Kunsthändler
- Plietzsch, Johann (* 1967), deutscher Instrumentalpädagoge, Dirigent, Musikhistoriker und Barocktrompeter
- Plietzsch, Lore (* 1930), deutsche Bildhauerin
- Plievier, Theodor (1892–1955), deutscher SchriftstellerTheodor Plievier (1892–1955)

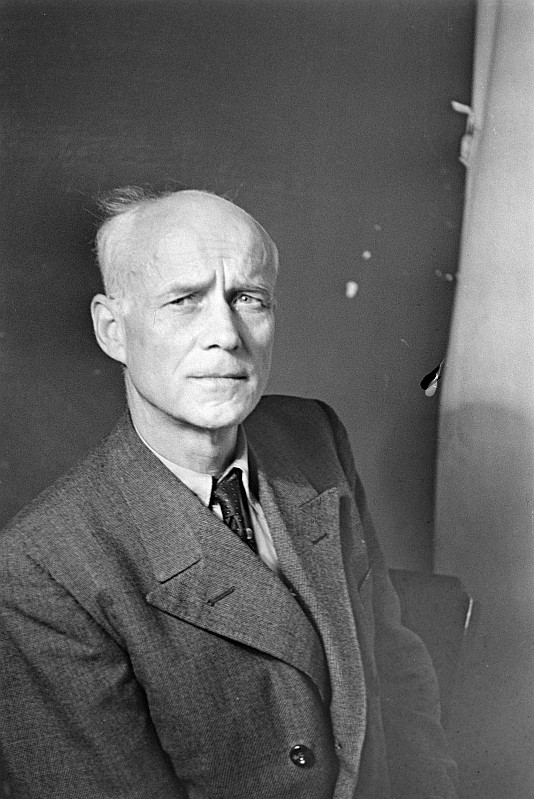
Theodor Plievier (1892–1955)

### Plih
- Plíhal, Tomáš (* 1983), tschechischer Eishockeyspieler, -trainer und -funktionär

### Plij
- Plijew, Issa Alexandrowitsch (1903–1979), russischer Armeegeneral
- Plijew, Konstantin Igorewitsch (* 1996), russischer Fußballspieler
- Plijew, Saurbek Igorewitsch (* 1991), russischer Fußballspieler
- Plijewa, Schanna (1948–2023), südossetische Komponistin und Pianistin

### Plik
- Plikat, Ari (* 1958), deutscher Cartoonist und Illustrator

### Plim
- Plimer, Ian (* 1946), australischer Geologe, Bergwerksunternehmer und Klimawandelleugner
- Plimley, Paul (1953–2022), kanadischer Jazz- und Improvisationsmusiker
- Plimmer, Georgia (* 2004), neuseeländische Cricketspielerin
- Plimpton, George (1927–2003), US-amerikanischer Schriftsteller und Förderer junger Schriftsteller
- Plimpton, Martha (* 1970), US-amerikanische SchauspielerinMartha Plimpton (* 1970)

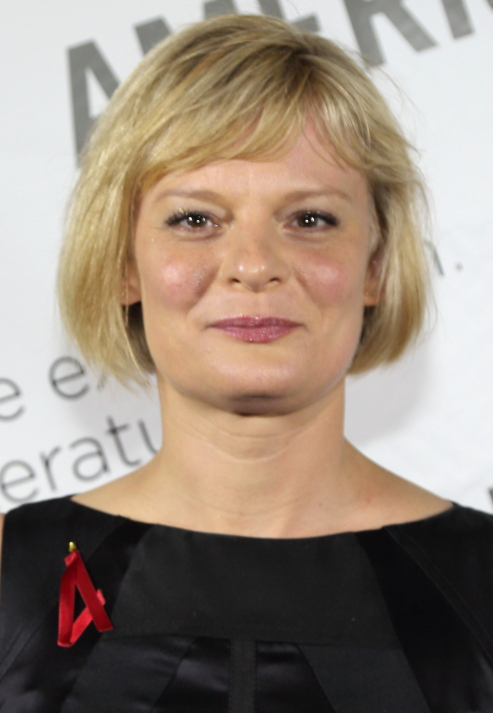
Martha Plimpton (* 1970)

- Plimpton, Steven J., US-amerikanischer Physiker und Informatiker
- Plimsoll, James (1917–1987), australischer Diplomat und Gouverneur von Tasmanien
- Plimsoll, Samuel (1824–1898), britischer Politiker

### Plin
- Pliner, Israil Israilewitsch (1896–1939), sowjetischer Offizier
- Plinganser, Georg Sebastian (1681–1738), deutscher Student, Anführer im bayerischen Volksaufstand (1705–1706)
- Plinius der Ältere († 79), römischer Gelehrter und Geschichtsschreiber
- Plinius der Jüngere, römischer Senator und Schriftsteller
- Plinius Diogenes, Marcus, antiker römischer Toreut
- Plinius Faustus, Marcus, antiker römischer Toreut
- Plinke, August Heinrich (1855–1915), deutscher Journalist, Maler und Illustrator
- Plinke, Carl (* 1867), deutscher Figuren- und Landschaftsmaler
- Plinke, Wulff (* 1942), deutscher Betriebswirtschaftler
- Plintzner, Karl (1911–1975), deutscher Filmschauspieler und Synchronsprecher
- Plinzner, Paul (1852–1920), Leibstallmeister von Kaiser Wilhelm II.
- Plinzner, Paul Wilhelm Rudolf (* 1877), Mann

### Pliq
- Pliquett, Benedikt (* 1984), deutscher FußballtorhüterBenedikt Pliquett (* 1984)

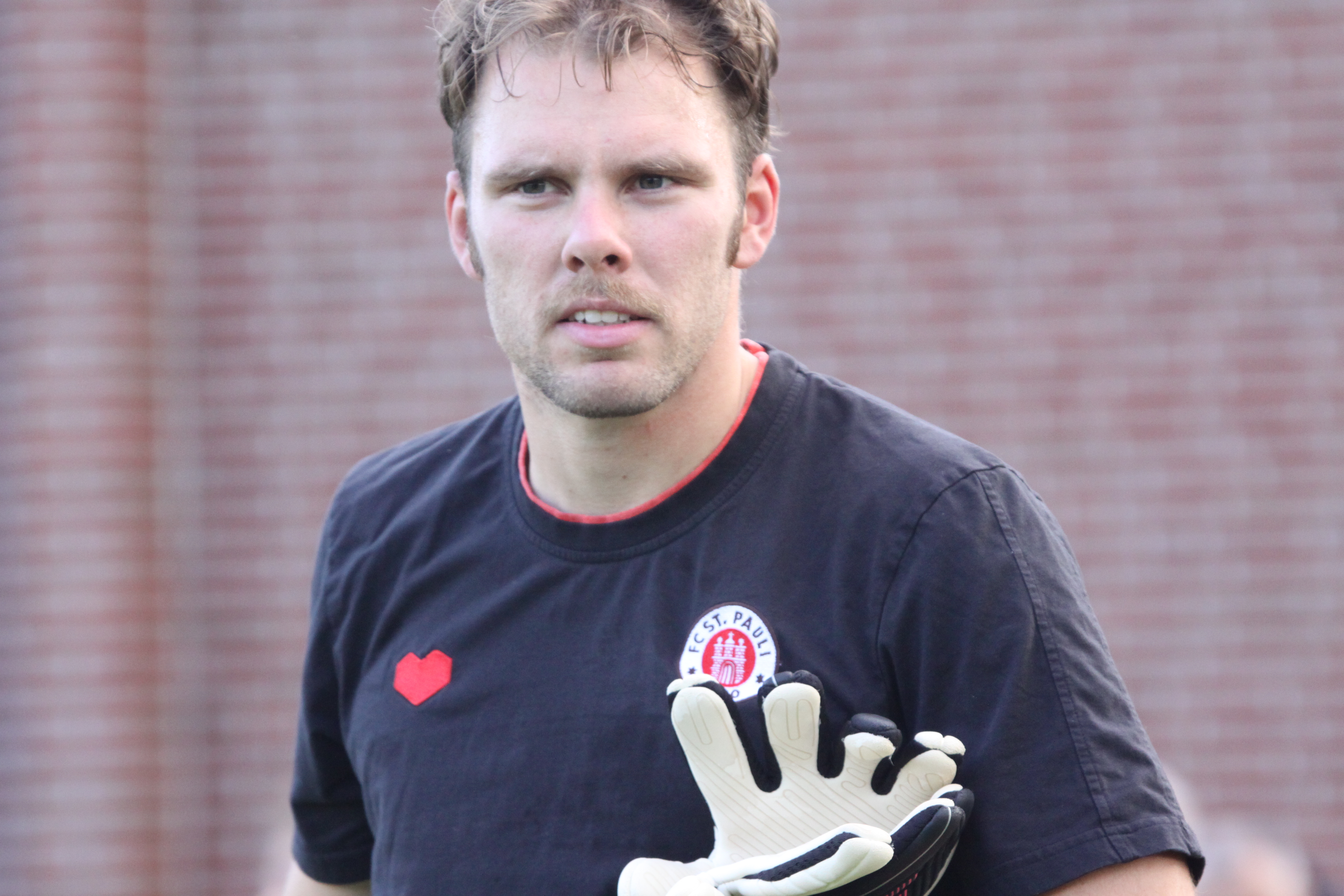
Benedikt Pliquett (* 1984)

### Plis
- Pliś, Renata (* 1985), polnische Mittel- und Langstreckenläuferin
- Plischke, Anna (1895–1983), österreichische Gartenarchitektin
- Plischke, Ernst (1903–1992), österreichischer Architekt
- Plischke, Hans (1890–1972), deutscher Ethnologe und Hochschulprofessor
- Plischke, Horst (1939–1962), deutsches Todesopfer der Berliner Mauer
- Plischke, Johann († 1892), österreichischer Textilindustrieller
- Plischke, Sylvia (* 1977), österreichische Tennisspielerin
- Plischke, Thomas (* 1975), deutscher Schriftsteller
- Plischke, Wolfgang (* 1951), deutscher Biologe und Manager
- Plisco, Sabrina, US-amerikanische Filmeditorin
- Plíšek, Jiří (* 1972), tschechischer Fußballspieler und -trainer
- Plishka, Paul (1941–2025), US-amerikanischer Opernsänger (Bass)
- Pliska, Fritz (1915–1995), deutscher Diplomsportlehrer und Fußballtrainer
- Pliska, Heinz (* 1941), deutscher Fußballspieler
- Pliskauskas, Darius (* 1980), litauischer Eishockeyspieler
- Pliske, Roman (* 1970), deutscher Verleger

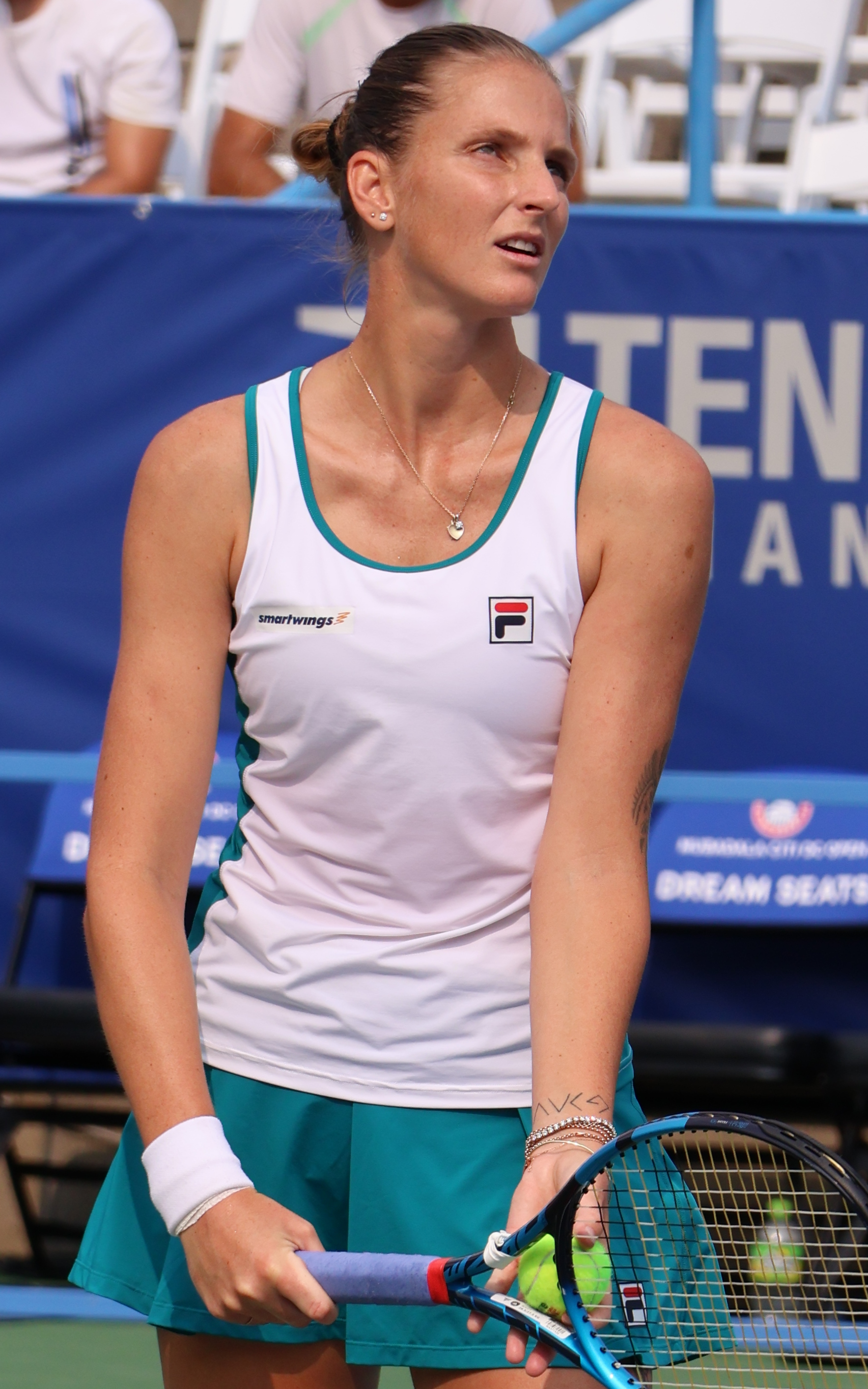
Karolína Plíšková (* 1992)

- Plíšková, Karolína (* 1992), tschechische TennisspielerinKarolína Plíšková (* 1992)
- Plíšková, Kristýna (* 1992), tschechische Tennisspielerin
- Plisnier, Charles (1896–1952), belgischer Schriftsteller und Politiker
- Plisnier, Oscar (1885–1952), belgischer Verwaltungsbeamter, zuletzt in der Position eines Generalsekretärs im Finanzministerium
- Plissezkaja, Maja Michailowna (1925–2015), sowjetische und russische Balletttänzerin und Choreografin
- Plisson, Philip (* 1947), französischer Fotograf
- Plisson, Philippe (* 1951), französischer Politiker, Mitglied der Nationalversammlung

### Plit
- Plitt, Agathe (1831–1902), deutsche Pianistin, Klavierlehrerin und Komponistin
- Plitt, Gustav Leopold (1836–1880), deutscher lutherischer Theologe und Professor für Kirchengeschichte
- Plitt, Hans Ferdinand (1917–2008), deutscher General
- Plitt, Heinrich Gustav (1777–1841), Lübecker Senator
- Plitt, Heinrich Gustav (1817–1879), Lübecker Senator
- Plitt, Johann Jakob (1727–1773), deutscher evangelisch-lutherischer Theologe und Pfarrer
- Plitt, Kurt (* 1928), deutscher Radrennfahrer
- Plitt, Walter (1905–1956), deutscher Politiker (KPD/SED) und Journalist
- Plitzner, Marco (* 1972), deutscher Klarinettist, Bandleader, Arrangeur und Komponist

### Pliu
- Pliușchin, Alexandru (* 1987), moldauischer Radrennfahrer
- Pliuto, Nikita (* 2000), belarussisch-deutscher Handballspieler

### Pliw
- Pliwa, Ernst (1857–1928), österreichischer Pädagoge und Architekt

### Pliy
- Pliya, Jean (1931–2015), beninischer Politiker, Hochschulrektor und Schriftsteller französischer Sprache

### Pliz
- Plizzari, Alessandro (* 2000), italienischer Fußballspieler